# Superzoomobjektiv

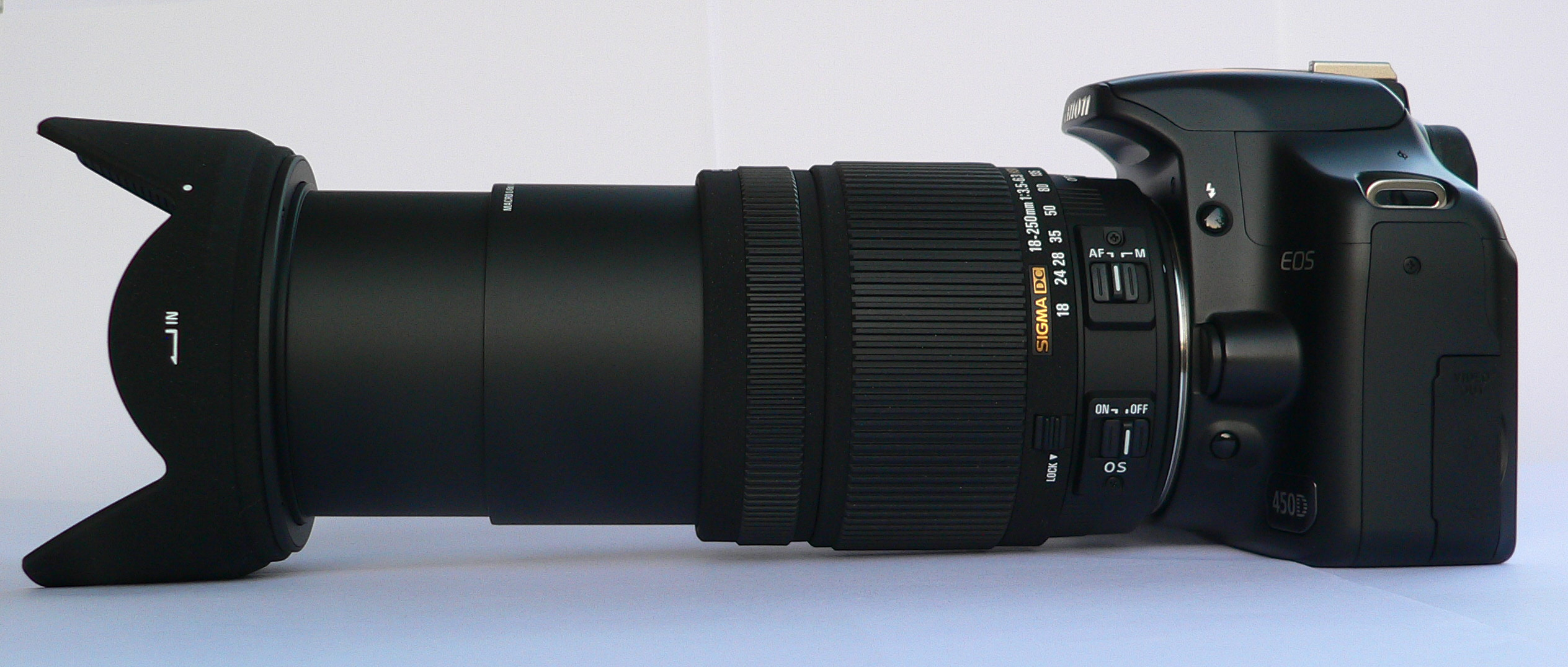
Modernes 18–250mm Superzoomobjektiv der Firma Sigma.

Als Superzoomobjektiv, oft auch Reisezoom genannt, bezeichnet man in der Fotografie ein Zoomobjektiv mit einem besonders großen Brennweitenbereich.
Welcher Brennweitenbereich ein Objektiv als Superzoom qualifiziert, ist abhängig vom Aufnahmeformat und von den sich entwickelnden technischen Möglichkeiten. Brennweitenbereiche von 28–85 mm, also ein Verhältnis von 1:3 zwischen kürzester und längster Brennweite, galten in den 1980er Jahren als optische Sensation, haben sich heute jedoch als Standard etabliert. Typische Superzoom-Wechselobjektive für das Kleinbildformat deckten 2004 einen Brennweitenbereich von 28–300 mm oder beispielsweise 100–500 mm ab, also Zoomfaktoren von 1:5 oder mehr.
Im Bereich der Zoomobjektive für Film- und Videokameras (professional broadcast) werden darüber hinausgehende Brennweitenbereiche bis 100-fache Zoom erreicht.

## Geschichte und Entwicklung

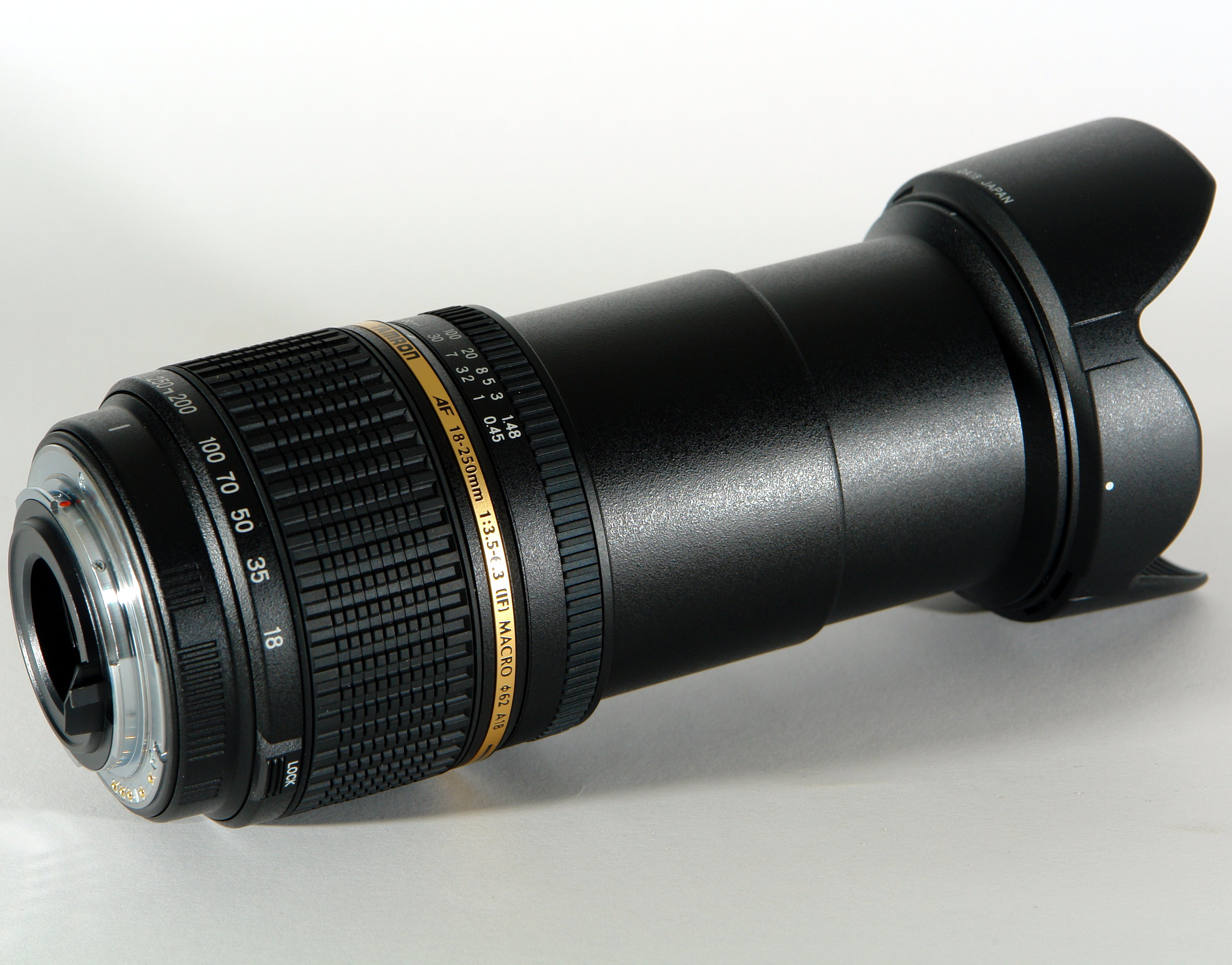
Kompaktes 18-250mm Superzoomobjektiv der Firma Tamron.

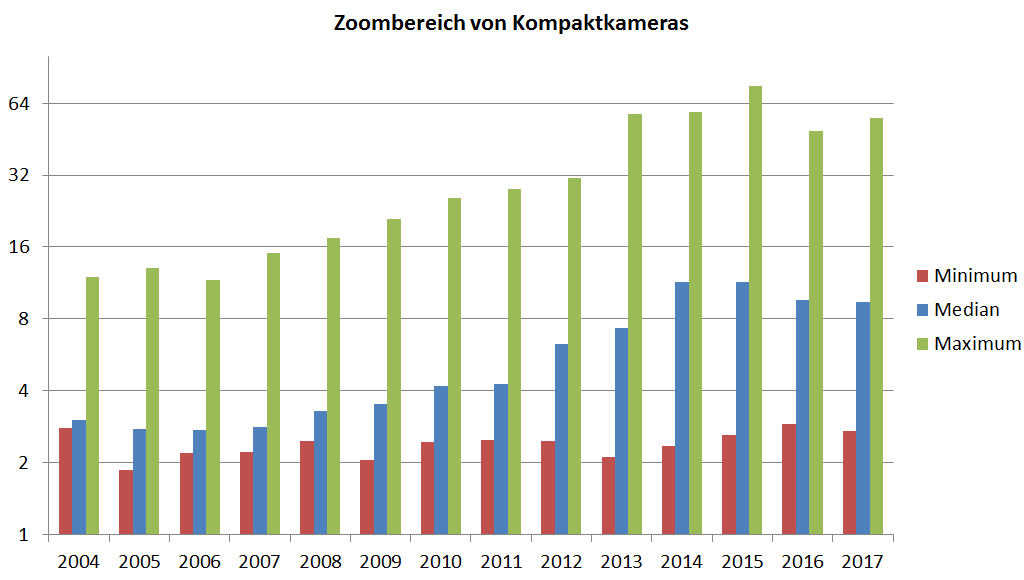
Der Zoombereich von Digitalkameras mit fest eingebautem Zoomobjektiv zwischen 2004 und 2017.

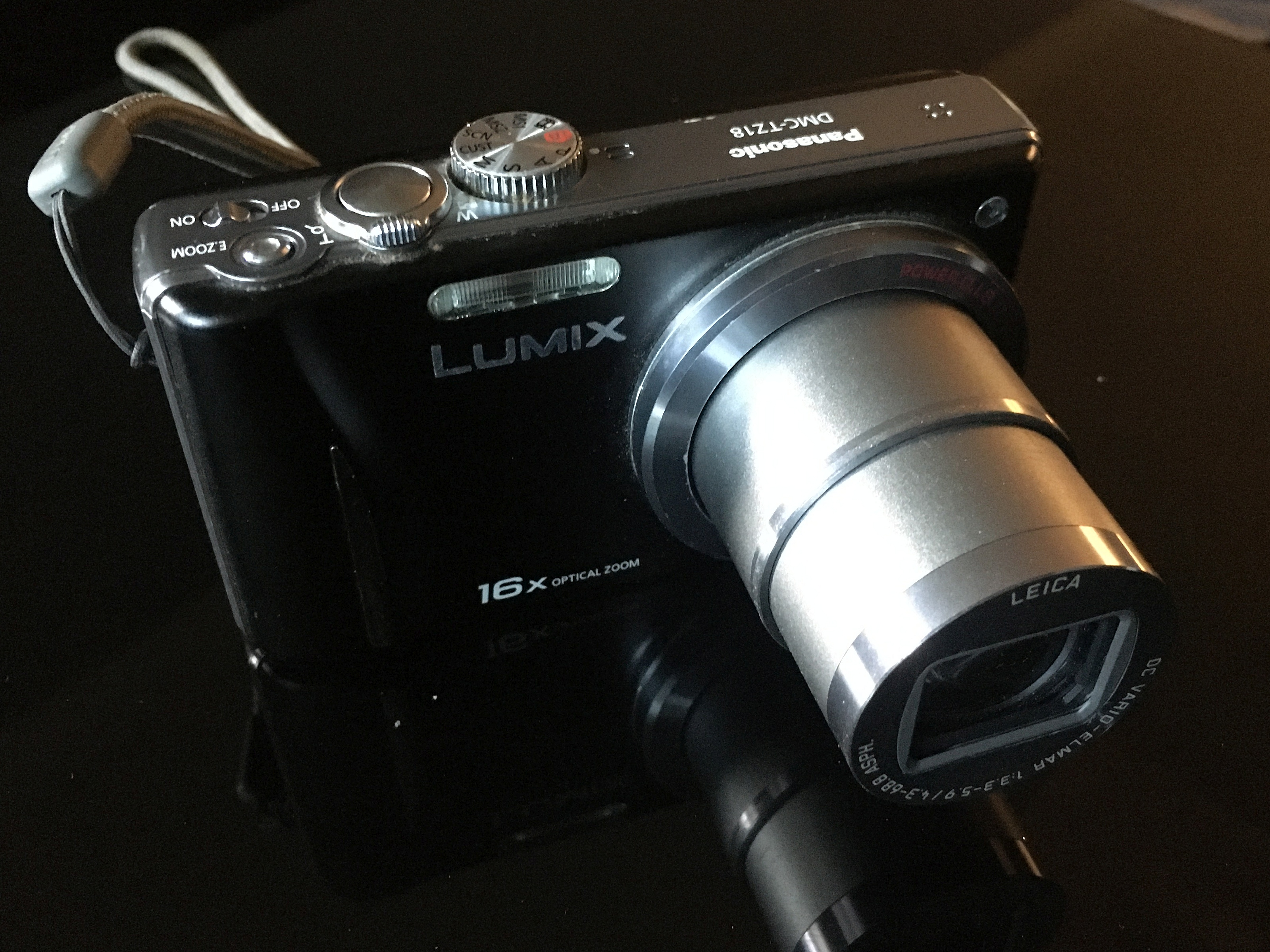
Das Leica-Objektiv der digitalen Kompaktkamera Panasonic Lumix DMC-TZ18 (2010) hat eine maximale Brennweite (im Bild dargestellt) von 384 mm bezogen auf das 35-mm-Kleinbildformat, das Minimum ist 24 mm – ein Faktor von 16x

Das erste Zoomobjektiv für Fotokameras stammt von Voigtländer aus dem Jahr 1959 (Voigtländer # ZOOMAR1:2,8/36–82 mm). 1959 stellte auch Nikon ein Zoomobjektiv 1:4,0–4,5/85–250 mm für die neue Nikon F vor. Bis 1963 folgten ein Zoom 1:9,5–10,5/200–600 mm und 1:3,5/43–86 mm. Das erste für Amateure erschwingliche Zoomobjektiv war das Vivitar Serie I 3,5/70–210 mm von 1973 mit einem für damalige Verhältnisse atemberaubenden Brennweitenbereich, das den Siegeszug der Zoomobjektive einleitete. Weitere Superzoomobjektive waren ein 1:8/100–500 mm von Minolta und ein 1:11/360–1200 mm von Nikon. 1980 brachte Tokina ein Weitwinkel-Zoomobjektiv mit dem ebenfalls enormen Brennweitenbereich von 1:4/28–85 mm auf den Markt.
Zwei Jahre später stellte Tokina dann auch das erste Superzoom nach dem heutigen Verständnis vor, es deckte ein Brennweitenspektrum von 35–200 mm ab (1982). Der Brennweitenbereich wurde 1985 erneut vergrößert, als Kiron das erste Zoomobjektiv mit Brennweitenbereich von 28–210 mm vorstellte. Tamron brachte 1992 erstmals ein entsprechendes, jedoch zusätzlich auch noch besonders kompaktes Zoomobjektiv, das Revoluzoom 28–200 mm auf den Markt. Für die professionellen Anforderungen von Fotoreportern brachte das viel verwendete Canon EF 35–350 mm 1:3,5–5,6 L den Durchbruch. Sigma brachte ein Superzoom mit 1:4,0–6,3/50–500 mm Brennweite.
Die Verwendung asphärisch geschliffener Linsen und von Gläsern mit sehr niedriger Farbstreuung verbessern wesentlich die Abbildungsqualität vieler Zoomobjektive. Der zusätzliche Einbau von optischen Bildstabilisierungssystemen wie beim Canon EF 28–300 mm erhöht den Anwendungsbereich außerdem.
2001 waren achtfache Zoomobjektive für Spiegelreflexkameras noch verhältnismäßig groß, schwer und teuer. 2013 gab es schon zahlreiche flache Kompaktkameras mit 10- bis 22-fachem Zoom im Handel.

## Eigenschaften
Die grundlegenden Eigenschaften eines Zoomobjektivs sind minimale und maximale Brennweite sowie die Lichtstärke bei minimaler und maximaler Brennweite. Der Quotient der Brennweiten wird als Zoomfaktor bezeichnet.
Trotz mittlerweile verbesserter optischer Gläser und Berechnungsverfahren stellen alle Superzooms bis heute immer noch einen Kompromiss dar. Gegenüber Festbrennweiten und Zooms mit kleinerem Verstellbereich ist die Bildqualität in den meisten Fällen zwar zufriedenstellend, für kritische Aufnahmesituationen jedoch oft nicht ausreichend. Insbesondere Objektive, die sowohl den Weitwinkelbereich als auch den Telebereich abdecken wollen, kämpfen mit widersprüchlichen optischen Forderungen. 
Bei Superzooms müssen die Konstrukteure erhebliche Kompromisse eingehen, woraus sich oft eine nur mäßige Bildqualität gegenüber Festbrennweiten oder hochwertigen Zooms mit kleinerem Zoomfaktor ergibt. Insbesondere findet man oft starke Verzeichnungen und Vignettierungen im Weitwinkelbereich sowie abnehmende Kontraste einhergehend mit geringerer Auflösung im Telebereich, was dieser Objektivgattung die scherzhafte Bezeichnung „Suppenzoom“ eingetragen hat. 
Hohe Lichtstärken sind in den meisten Fällen nur bei Festbrennweiten oder geringen Zoomfaktoren erreichbar, einige wenige Ausnahmen bei TV-Objektiven sind extrem teuer.